# Märkesdag
En märkesdag är en dag som högtidlighålls, ofta årsdagen av en viktig händelse eller en högtidsdag som instiftats för att skapa uppmärksamhet kring ett visst ämne.
I gamla tiders almanackor och i bondepraktikan var märkesdagarna hålltider för de olika faserna under böndernas arbetsår. Utgångspunkten var ofta hävdvunnen praxis eller gamla iakttagelser, men även signaturläran hade stor betydelse (om det blåste på Blasius dag den 3 februari, skulle sommarens skörd bli bra – på Potentias dag den 19 maj skulle potatisen i jorden – på Karolinadagen den 20 maj skulle linet sås – Bartolomeus ”bockslakt och bikupor” osv). Andra fantasifulla regler kunde lyda: takdropp på kyndelsmässodagen betyder att sommarens kospenar ska droppa av stor mjölkproduktion. Eller ”Anders braskar – julen slaskar”. Mer förtroendeingivande var ”Om Erik ger ax, ger Olof kaka”.
En förutsägelse om väder som är knutet till en märkesdag kallas vädermärke.